# Jimmy Gordon (cầu thủ bóng đá, sinh năm 1886)
James Thornton Gordon (1886 – 8 tháng 12 năm 1959) là một cầu thủ bóng đá người Anh thi đấu ở vị trí trung vệ.